# Erzbistum Manfredonia-Vieste-San Giovanni Rotondo
Das Erzbistum Manfredonia-Vieste-San Giovanni Rotondo (lat.: Archidioecesis Sipontina-Vestana-Sancti Ioannis Rotundi, ital.: Arcidiocesi di Manfredonia-Vieste-San Giovanni Rotondo) ist eine Erzdiözese der römisch-katholischen Kirche in Italien mit Sitz in Manfredonia.

## Geschichte
Das aus dem 3. Jahrhundert stammende Bistum Siponto, welches 1074 zum Erzbistum erhoben wurde, wurde am 27. Juni 1818 mit dem Bistum Vieste vereinigt und nannte sich fortan Manfredonia-Vieste. Nachdem es bereits am 30. April 1979 seinen Metropolitanstatus verloren hatte und nun Suffragandiözese des Erzbistums Foggia-Bovino geworden war, erhielt es am 6. Dezember 2002 auch noch den Namen des Wallfahrtsortes San Giovanni Rotondo und nennt sich nun Erzbistum Manfredonia-Vieste-San Giovanni Rotondo.

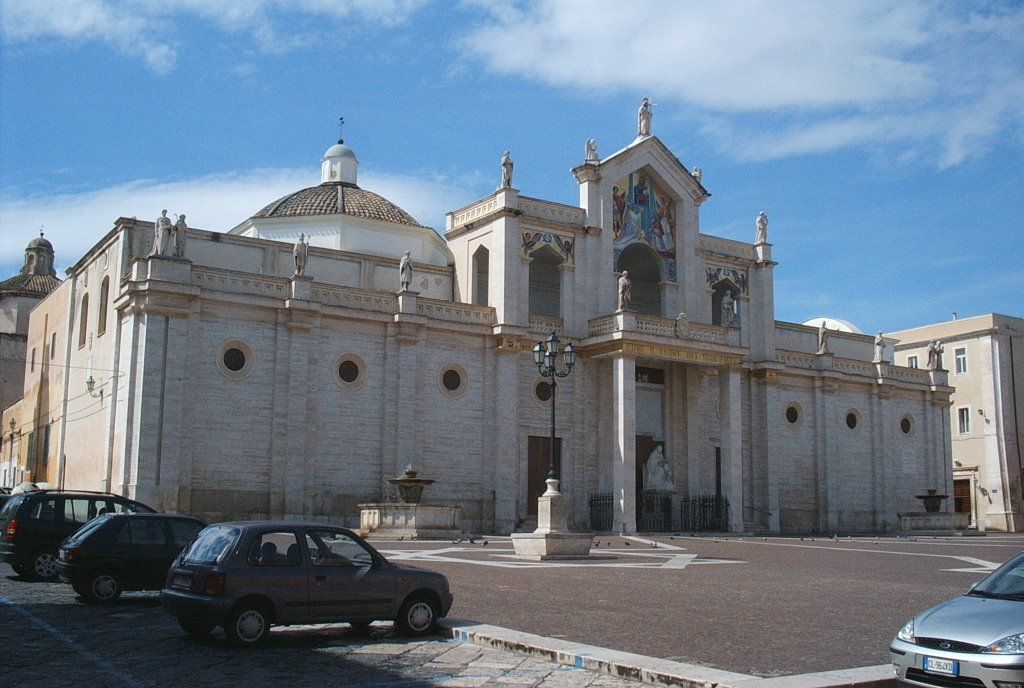
Kathedrale in Manfredonia